# 816 جوليانا
جوليانا هو الكويكب رقم 816 الذي تم اكتشافه من قبل عالم الفلك ماكس ولف من مرصد هايدلبرغ وكان ذلك في 8 فبراير من عام 1916 في ألمانيا وقد تمت تسميته هكذا على اسم جوليانا أو يوليانا ملكة هولندا.